# ميخائيل شيوريلي
ميخائيل شيوريلي (بالجورجية: მიხეილ ჭიაურელი)، (بالروسية: Михаил Эдишерович Чиаурели)‏، 6 فبراير 1894 – 31 أكتوبر 1974م) ممثل ومخرج سينمائي وكاتب سيناريو سوفيتي جورجي، أخرج 25 فيلما بين عامي 1928 و 1974، وحصل على جائزة ستالين خمس مرات في أعوام 1941 و1943 و1946 و1947 و1950.

## روابط خارجية
- ميخائيل_شيوريلي على موقع IMDb (الإنجليزية)
- ميخائيل_شيوريلي على موقع أول موفي (الإنجليزية)
- ميخائيل_شيوريلي على موقع قاعدة بيانات الأفلام السويدية (السويدية)
- ميخائيل_شيوريلي على موقع قاعدة بيانات الفيلم (الإنجليزية)
- ميخائيل_شيوريلي على موقع كينوبويسك (الروسية)